# 招贤镇 (临县)
招贤镇，是中华人民共和国山西省吕梁市临县下辖的一个乡镇级行政单位。

## 行政区划
招贤镇下辖以下地区：
双坪上村、水源村、工农庄村、渠家坡村、大井塔村、刘家庄村、立新庄村、贺家湾村、樊家山村、郝家山村、高家墕村、段家塔村、小塔则村、前后塔村、高岩头村和高家庄村。